# Hannibal Rising
Hannibal Rising ist der Titel des vierten Hannibal-Lecter-Romans von Thomas Harris und seiner Verfilmung durch Peter Webber. Der Roman behandelt die Kindheit und Jugend Hannibal Lecters. Inhaltlich stellt er den Beginn der Gesamthandlung dar. Auf ihn folgen Roter Drache, Das Schweigen der Lämmer und Hannibal.

## Handlung
Der achtjährige Hannibal Lecter lebt mit seinen Eltern und seiner Schwester Mischa auf Burg Lecter in Litauen, als 1941 der deutsche Russlandfeldzug beginnt. Die Familie und einige Dienstboten können sich in ein Jagdhaus in den Wäldern flüchten. Drei Jahre später zerstören deutsche Truppen auf dem Rückzug vor der Roten Armee einen sowjetischen Panzer, dessen Besatzung sich auf der Suche nach Wasser bei der Jagdhütte aufhält. Hannibal und Mischa überleben als einzige die Explosion, werden jedoch kurz darauf von ehemaligen litauischen Kollaborateuren gefangen genommen, die sich als Rot-Kreuz-Sanitäter ausgeben und auf der Flucht vor den Russen in dem Jagdhaus verstecken.
Im strengen Winter Anfang 1945 gehen in dem abgelegenen Jagdhaus nach und nach sämtliche Essensvorräte zur Neige. Hannibal sieht sich selbst als Beschützer seiner über alles geliebten kleinen Schwester, kann aber nicht verhindern, dass die Kollaborateure Mischa töten und ihr Fleisch essen, um dem Hungertod zu entkommen. Hannibal fällt zeitweise in Ohnmacht und wird von sowjetischen Soldaten gefunden, die ihn in ein Waisenhaus bringen, das in der ehemaligen Burg seiner Familie eingerichtet wurde. Die Erlebnisse in dem Jagdhaus haben ihn für über ein Jahr stumm gemacht. Die Erinnerung an die Ereignisse ist so grauenhaft, dass sein Verstand sie verdrängt hat. In den kommenden Jahren wird Hannibal immer wieder versuchen, sich an die Geschehnisse zu erinnern. Diese tauchen schrittweise wieder in seinem Bewusstsein auf, aber gerade die wiederkehrenden Erinnerungen an die Grausamkeiten tragen auch dazu bei, seine Seele nach und nach erkalten zu lassen.
Ein Jahr später, 1946, wird Hannibal von seinem Onkel Robert Lecter adoptiert, der in Frankreich lebt und dort ein bekannter Maler ist. Er hat ein Landhaus südlich von Paris, wo er mit seiner Frau Lady Murasaki Shikibu, der Tochter eines japanischen Diplomaten, lebt. Dort blüht der junge Hannibal wieder auf, und es zeigt sich wieder der begabte Schüler, der er vor den grausamen Geschehnissen im Jagdhaus schon einmal gewesen war. Er begeht seinen ersten Mord an Paul Momund, einem Metzger, der seine Tante auf sexistische und rassistische Art beleidigt hat, indem er ihn erst mit einem Schwert schwer verletzt und ihm dann den Kopf abtrennt. Lecter soll bei der Polizei aussagen, wobei ein Lügendetektor zur Anwendung kommt. Er zeigt jedoch keinerlei Emotionen, was die beteiligten Personen als verstörend und schockierend empfinden. Ein französischer Polizist, Inspektor Popil, wird durch die Tat auf Hannibal aufmerksam und beginnt, ihn zu verfolgen. Es gelingt ihm jedoch nicht, Hannibal die Tat nachzuweisen, wobei er bis zu einem gewissen Grad mit ihm zu sympathisieren scheint, sich gar schon ein wenig mit ihm identifiziert. Dabei spielt eine Rolle, dass das Mordopfer während der Zeit der Besatzung mit den Nazis bei der Auslieferung von Juden kollaboriert hatte.
Nach dem Tod von Hannibals Stiefvater zieht Lady Murasaki mit Hannibal nach Paris, wo sie eine Wohnung im Marais besitzt. Hannibal selbst beginnt ein Medizinstudium und zieht als jüngster Medizinstudent in der Geschichte Frankreichs die Aufmerksamkeit der Professoren auf sich. In dieser Zeit beginnt er Rache an jenen Milizionären zu üben, die seine Schwester getötet haben. Er spürt einen nach dem anderen auf und ermordet sie. Bevor der Anführer der Kollaborateure, der selbst seit Jahren in Frankreich als Krimineller lebt, stirbt, erzählt er Hannibal, dass dieser einst im Jagdhaus im Hungerwahn schließlich selbst unbewusst an der Verspeisung seiner eigenen Schwester beteiligt war. Später wird Hannibal von Popil verhaftet, kommt jedoch wieder frei, um im Ausland zu studieren.
Der Roman endet schließlich mit Hannibals Berufung an das Krankenhaus der Johns Hopkins University.

## Hintergrund
Eine Äußerung von Produzent Dino De Laurentiis, der die Filmrechte an der Figur Hannibal Lecter hielt, legt nahe, dass Harris Hannibal Rising nur schrieb, um eine Prequel-Story ohne seine Beteiligung zu verhindern. Entertainment Weekly zitiert De Laurentiis wie folgt:

“I say to Thomas, ‘If you don’t do [the prequel], I will do it with someone else… I don’t want to lose this franchise. And the audience wants it…’ He said, ‘No. I’m sorry.’ And I said, ‘I will do it with somebody else.’ And then he said, ‘Let me think about it. I will come up with an idea.’”

## Verfilmung
Der Roman ist unter der Regie von Peter Webber nach einem Drehbuch von Thomas Harris als Hannibal Rising – Wie alles begann verfilmt worden. In den Hauptrollen spielen Gaspard Ulliel als Hannibal Lecter, Gong Li als Murasaki Shikibu und Dominic West als Inspektor Popil. In den USA startete der Film am 9. Februar 2007. In Deutschland ist er am 15. Februar 2007 angelaufen.

## Hörbuch
- Thomas Harris: Hannibal Rising. Gekürzte Fassung, gelesen von Matthias Koeberlin. Random House Audio, 2007.

## Ausgaben (Auswahl)
- Thomas Harris: Hannibal Rising. Heyne Verlag, München 2008, ISBN 978-3-453-43264-2.
- Thomas Harris: Hannibal Rising. Dell, New York 2006, ISBN 978-0-440-24286-4.